# 72. østlige længdekreds
Den 72. østlige længdekreds (eller 72 grader østlig længde) er en længdekreds, der ligger 72 grader øst for nulmeridianen. Den løber gennem Ishavet, Asien, det Indiske Ocean, det Sydlige Ishav og Antarktis.